# Lehliu Gară
Lehliu Gară és una petita ciutat al centre de la regió de Bărăgan a Muntènia, Romania, amb una estació de ferrocarril i una carretera nacional que uneix la costa de Constanța amb la capital del comtat, Călărași. A més, la nova via lliure A2 passa a prop, anant al mar. Es va convertir oficialment en una ciutat el 1989, com a resultat del programa de sistematització rural romanès.
Una bella xarxa de llacs interconnectats fa que el dia de la pesca sigui un viatge salvatge. Situada al bell mig de les planes de Bărăgan, les terres de conreu són pràcticament cultivades amb cereals. Els boscos són a 10 km, on la vida salvatge es troba lluny de l'extinció.
La ciutat administra tres pobles: Buzoeni, Răzvani i Valea Seacă. Buzoeni es troba al sud-oest de Lehliu Gară i és un poble remot i aïllat amb bells paisatges, boscos, llacs, turons i grans superfícies cultivades. L'edat mitjana a Buzoeni és de 45 anys. La gent d'aquí sol portar una vida molt tranquil·la, conservant un estil de vida del passat, amb poca influència moderna.
Segons una estimació 2012 comptava amb una població de 5.947 habitants.

## Fills il·lustres
- Viorel Simion: boxejador